# Поздяев, Илларион Сергеевич
Илларион Сергеевич Поздяев (псевдоним Сибиряк, 1902—1984) — активный участник Гражданской войны, советский партийный деятель, затем репрессированный и позже реабилитированный. Внёс научный вклад в этнографическое изучение мордвы. Автор воспоминаний, в конце жизни персональный пенсионер союзного значения.

## Биография

### Революция и партработа
Родился в 1902 году в селе Старые Турдаки Саранского уезда Пензенской губернии (ныне — в Кочкуровском районе Мордовии), в мордовской (эрзя) крестьянской семье. В подростковом возрасте, с начала Октябрьской революции 1917 года выступал на стороне советской власти, работал в комбеде. Затем подавлял в родном селе мятеж «кулаков», а в Саранске — казаков. Боролся за советскую власть в составе ЧОН («частей особого назначения» красных). Занял должность чрезвычайного комиссара в Пензенской губернии.
В 1921 (по другим данным, в 1920) году вступил в ВКП(б), был делегатом на съезде мордовских коммунистов в Самаре, где, среди прочего, рассматривался вопрос о государственности для этого народа, учился в Москве в Коммунистическом университете трудящихся Востока им. Сталина, издавал на мордовском языке «Красную звезду». С 1923 года на партработе в Пензе, Саранске, Томске и Самарской губернии. В 1932—1935 преподавал, профессор.
В 1935 году за критику книги Берии и его теории о двух партиях и двух вождях снят с работы, год был директором Мордовского научно-исследовательского института языка, литературы и этнографии в Саранске. Затем был снова снят с работы и стал заместителем директора Рузаевской МТС.

### Соловки и Норильск
В июне 1937 года исключён из партии и арестован в Куйбышеве. Переведён во внутреннюю тюрьму НКВД в Саранске, где в течение полугода его пытали. 24 мая 1938 приговорён к 10 годам лишения свободы с поражением в правах и конфискацией имущества.
Этапирован через Москву в Соловецкую тюрьму. В июле 1939 этапирован морем в Норильск, где затем долго находился в качестве заключённого, а с 1942 года работал в конторе Спецстроя. 12 апреля 1949 в Норильске у него родился сын Николай. 23 декабря 1950 вместе с женой и детьми Николаем и Сергеем получил приговор к ссылке

### Реабилитация и поздние годы
20 июня 1955 реабилитирован. Работал на стройках Заполярья, директором завода «Стройдеталь» в Норильске.
В 1963—1984 жил в Куйбышеве.
В 1984 скончался.

## Работы
- «Мордовские свадебные обряды и песни» на мордовском языке
- «Древние дохристианские религиозные верования и обряды мордвы»
- «Как я был репрессирован в Мордовии», мемуары[3]